# Districte de Zhob
El districte de Zhob és una divisió administrativa de la província del Balutxistan, dins dels PATA (Territoris Tribals d'Administració Provincial) format per tres subdistrictes:
- Zhob
- Kakkar
- Sherani

I quatre tehsils:
- Ashwat
- Qamar Din Karez (Qamardin Karaiz)
- Sambaza
- Zhob

La població en el cens del 1998 consta com 275.142 habitants i la superfície com 20.297 habitants.
Els rius principals són el Zhob, i el Kundar i els seus afluents; i les muntanyes principals són les muntanyes Sulayman a l'est i les Toba-Kakar al nord.

## Història
Hiuen Tsiang descriu als afganesos vivint en aquesta regió al segle VII. El 1398 Pir Muhàmmad ibn Jahangir net de Tamerlà va fer una expedició a la zona de les muntanyes Sulayman que va arribar fins al districte; els yusfzais van emigrar de Zhob cap a la vall del Swat en el segle següent. La regió va pertànyer a l'Imperi Mogol des del segle xvi al XVIII (excepte el breu domini suri de 1540 a 1555). El 1747 Ahmad Shah Durrani va agafar la direcció dels afganesos i poc després va concedir el govern de Zhob a Bekar Nika, cap de la família Jogizai del grup dels kakars de Zhob; aquesta família i grup van continuar exercint el poder fins al final del segle xix. En aquest temps Shah Jahan i el seu cosí i rival Dost Muhammad feien incursions a territori britànic. Shah Jahan fou derrotat pels britànics a Baghao, prop de Sanjawi, el 1879, però va seguir fent incursions i una expedició militar fou enviada el 1884 i la majoria dels caps es van sotmetre; Shah Jahan va fugir i els kakars van continuar provocant conflictes fins que el 1888 Sir Robert Sandeman va marxar contra Mina Bazar, i convidat pel cap dels mando khels, va visitar Apozai on aquest grup van demanar el protectorat britànic i van oferir pagar un tribut; poc després el mateix Shah Jahan va fer el mateix. Els britànics van acceptar les dues ofertes i es va nomenar un agent polític i una petita guarnició va quedar aquarterada a Fort Sandeman el 1889. Els tahsils de Bori, Sanjawi i Barkhan que formaven part del districte de Thal-Chotiali, van ser traspassats al districte de Zhob però Sanjawi fou retransferit el 1891 i Barkhan el 1892, i el 1903 els tres tahsils van ser agregats al districte de Loralai. El districte tot i domini britànic va quedar integrat a l'agència del Balutxistan sota un agent polític amb dos divisions: Fort Sandeman i Upper Zhob, sota subagents polítics. La superfície del districte era de 24.931 km² i el formaven 245 pobles dels quals només era important Fort Sandeman. La població no fou censada fins al 1901 quan era 69.718 habitants. Administrativament després del 1903 el formaven tres tahsils: Kila Saifulla, Hindubagh i Fort Sandeman.
La població estava formada per la tribu afganesa dels kakars que eren uns 43.000 (la majoria del clan Sanzar Khel) seguits dels ghilzais (7.500, clans principals els Powinda Nasirs i els Sulayman Khels), els shiranis (7000) i els mando khels (4300). Tota la població eren musulmans de la branca sunnita. La llengua era un dialecte paixtu.